# Арбеост
Арбео́ст (фр. Arbéost, окс. Arbiost) — коммуна во Франции, находится в регионе Юг — Пиренеи. Департамент — Верхние Пиренеи. Входит в состав кантона Окён. Округ коммуны — Аржелес-Газост.
Код INSEE коммуны — 65018.

## География

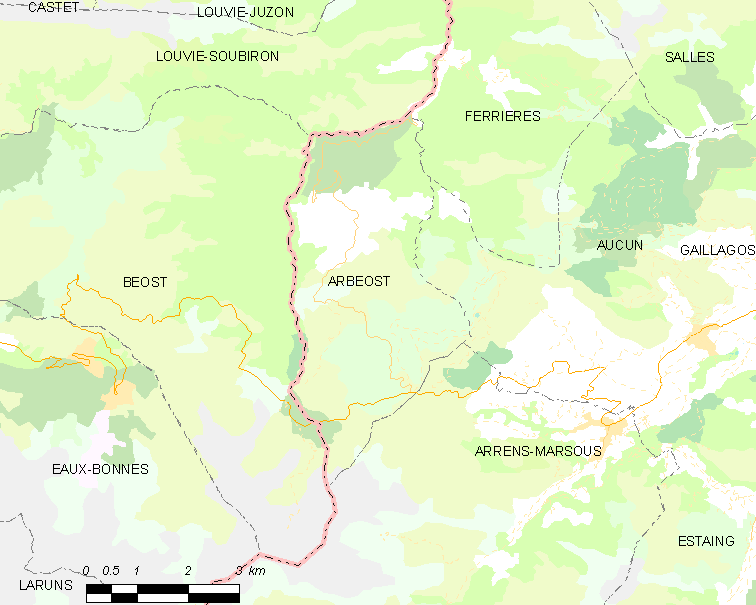
Карта коммуны

Коммуна расположена приблизительно в 690 км к югу от Парижа, в 155 км юго-западнее Тулузы, в 39 км к юго-западу от Тарба.
На северо-западе коммуны протекает река Узум.

## Климат
Климат умеренно-океанический с солнечной тёплой погодой и обильными осадками на протяжении практически всего года.

## Население
Население коммуны на 2010 год составляло 90 человек.
| 1962 | 1968 | 1975 | 1982 | 1990 | 1999 | 2010 |
| ---- | ---- | ---- | ---- | ---- | ---- | ---- |
| 268  | 200  | 164  | 145  | 128  | 121  | 90   |

## Администрация
| Период | Период | Фамилия       | Партия | Примечания |
| ------ | ------ | ------------- | ------ | ---------- |
| 2008   | 2009   | Пьер Ларрибер |        |            |
| 2009   | 2009   | Андре Маллеко |        |            |
| 2009   | 2014   | Моник Меш     |        |            |
| 2014   | 2020   | Андре Маллеко |        |            |

## Экономика
В 2010 году среди 55 человек трудоспособного возраста (15-64 лет) 38 были экономически активными, 17 — неактивными (показатель активности — 69,1 %, в 1999 году было 58,8 %). Из 38 активных жителей работали 38 человек (21 мужчина и 17 женщин), безработных не было. Среди 17 неактивных 4 человека были учениками или студентами, 7 — пенсионерами, 6 были неактивными по другим причинам.